# Villalbilla de Gumiel
Villalbilla de Gumiel è un comune spagnolo di 86 abitanti situato nella comunità autonoma di Castiglia e León.